# Фёдорова, Надежда Петровна
Наде́жда Петро́евна Фёдорова (род. 21 февраля 1992) — МСМК России по вольной борьбе, бронзовый призёр чемпионата Европы.

## Спортивная карьера
В 2011 году первенствовала среди юниоров на чемпионате мира.
В 2014 году стала бронзовым призёром чемпионата Европы.
Выступает за Чувашию.